# 1st Chō Berryz
Albums de Berryz Kōbō
Dai 2 Seichōki
(2005)
Singles
1. Anata Nashi de wa Ikite Yukenai
Sortie : 3 mars 2004
2. Fighting Pose wa Date ja nai!
Sortie : 28 avril 2004
3. Piriri to Yukō!
Sortie : 26 mai 2004

1st Chō Berryz (1st 超ベリーズ, ou 1st Cho…, 1st Chou… ; prononcé "first…") est le 1er album du groupe de J-pop Berryz Kōbō.

## Production
L'album, écrit, composé et produit par Tsunku, sort le 7 juillet 2004 au Japon sur le label Piccolo Town. Il atteint la 18e place du classement des ventes hebdomadaire de l'Oricon, et reste classé pendant trois semaines, pour un total de 14 816 exemplaires vendus durant cette période. Il restera l'album le plus vendu du groupe. C'est le seul album avec la formation initiale à huit membres, comprenant Maiha Ishimura qui quittera le groupe l'année suivante.
Il contient douze chansons, dont les chansons-titres des trois premiers singles du groupe sortis précédemment la même année : Anata Nashi de wa Ikite Yukenai, Fighting Pose wa Date ja nai! et Piriri to Yukō!. Quatre des chansons de l'album figureront aussi sur la compilation Berryz Kōbō Special Best Vol.1 de 2009 (Anata Nashi de wa Ikite Yukenai, Piriri to Yukō!, Semi, Today is My Birthday).

## Formation
Membres créditées sur l'album :
- Saki Shimizu
- Momoko Tsugunaga
- Chinami Tokunaga
- Māsa Sudō
- Miyabi Natsuyaki
- Maiha Ishimura
- Yurina Kumai
- Risako Sugaya

## Pistes
Toutes les chansons sont écrites et composées par Tsunku.
| No  | Titre                                                                           | Arrangements     | Durée |
| --- | ------------------------------------------------------------------------------- | ---------------- | ----- |
| 1.  | Anata Nashi de wa Ikite Yukenai (あなたなしでは生きてゆけない) (1er single)     | AKIRA            | 04:01 |
| 2.  | Piriri to Yukō! (ピリリと行こう!) (3e single)                                   | Shōichirō Hirata | 03:41 |
| 3.  | Nicchoku ~Geinōjin no Kaiwa~ (日直 ～芸能人の会話～)                            | Nao Tanaka       | 03:23 |
| 4.  | Fighting Pose wa Date ja nai! (ファイティングポーズはダテじゃない!) (2e single) | Yuichi Takahashi | 03:33 |
| 5.  | Koi wa Hippari Dako (恋はひっぱりだこ)                                          | Shunsuke Suzuki  | 04:31 |
| 6.  | Semi (蝉)                                                                       | Yuichi Takahashi | 04:22 |
| 7.  | Anshinkan (安心感)                                                              | Koichi Yuasa     | 04:21 |
| 8.  | Kozukai up Daisakusen (小遣いup大作戦)                                          | Ryō Yonemitsu    | 04:04 |
| 9.  | Today is My Birthday (TODAY IS MY BIRTHDAY)                                     | Shōichirō Hirata | 03:52 |
| 10. | Bye Bye Mata ne (Bye Bye またね)                                                | Takao Konishi    | 04:50 |
| 11. | Anata Nashi de wa Ikite Yukenai (Funky remix) (あなたなしでは生きて…)           | Nao Tanaka       | 04:16 |
| 12. | Hello! no Theme (Berryz Kōbō Version) (Hello!のテーマ (Berryz工房 Version))     | Nao Tanaka       | 02:40 |